# Jacek Wala
Jacek Wala (ur. w 1895 roku w Mszanie, zm. w 1976 roku) – powstaniec śląski, działacz społeczny.

## Życiorys
Pochodził z rodziny robotniczej, z zawodu był piekarzem. Uczestniczył w trzech powstaniach śląskich. Podczas III powstaniu śląskiego  służył jako sekcyjny a następnie sierżant sztabowy w 12 kompanii 4 pułku strzelców raciborskich, biorąc udział m.in. w bitwie pod Olzą. Był aktywistą społecznym, m.in. przez ponad 50 lat radnym gminnym w Gorzycach, założycielem w 1919 roku Ochotniczej Straży Pożarnej w Gorzycach i jej komendantem rejonowym przez 41 lat, współzałożycielem tamtejszego TG „Sokół” w 1920 roku, spółdzielni budowlanej oraz Kasy Spółdzielczej im. Stefczyka. W okresie międzywojennym należał do Związku Powstańców Śląskich w Gorzyczkach. W 1939 roku za działalność powstańczą i propolską w latach międzywojennych został zesłany do obozu Neue Lustrum na granicy holenderskiej.

## Odznaczenia
- Krzyż Kawalerski Orderu Odrodzenia Polski
- Medal Niepodległości
- Gwiazda Górnośląska